# Franz è il mio nome
Franz è il mio nome è un brano musicale composto e interpretato da Edoardo Bennato, pubblicato nel 1976 nell'album La torre di Babele. e nel singolo Franz è il mio nome/Viva la guerra. Il brano fu incluso anche nell'album raccolta Edo rinnegato del 1990.

## Testo e significato
Franz è il mio nome parla di un fantastico barrocciaio che sulla sua carrozza collodiana ti garantisce il passaggio al di là del muro di Berlino, nel Paese dei balocchi, la parte ovest, la più ricca.. 
Basta pagare e si ottiene tutto. Ed è quì che l´uomo si perde nel mondo del consumismo e della mercificazione..
Inoltre chi non salda il conto corre gravi rischi, perché il capitalismo non regala niente e in qualche modo bisogna ripagare la libertà che ti ha fatto avere..

## Musicisti
- Edoardo Bennato – voce, chitarra 12 corde
- Roberto Ciotti - chitarra
- Lucio Fabbri - violino
- Tony Esposito – batteria, percussioni
- Stefano Sabatini - pianoforte
- Gigi De Rienzo - Basso elettrico